# Critèrium Internacional 2012
El Critérium Internacional 2012, 81a edició del Critérium Internacional es disputà entre el 24 i el 25 de març de 2012. La cursa forma part de l'UCI Europa Tour 2012, i fou guanyada per l'australià Cadel Evans.

## Equips participants
16 equips prenen part en la cursa:
- 8 ProTeams: AG2R La Mondiale, BMC Racing Team, Euskaltel–Euskadi, FDJ-BigMat, Garmin-Barracuda, RadioShack-Nissan, Team Sky
- 7 equips continentals professionals: Bretagne-Schuller, Cofidis, Colombia-Coldeportes, Team Europcar, Project 1t4i, Saur-Sojasun, Team Type 1-Sanofi
- 2 equips continentals: BigMat-Auber 93, VC La Pomme Marseille

## Etapes
| Etapa    | Data       | Recorregut                          | Km   | Vencedor d'etapa       | Líder de la general  |
| -------- | ---------- | ----------------------------------- | ---- | ---------------------- | -------------------- |
| 1a etapa | 24 de març | Porto-Vecchio - Porto-Vecchio       | 89,5 | Florian Vachon (FRA)   | Florian Vachon (FRA) |
| 2a etapa | 24 de març | Porto-Vecchio - Porto-Vecchio (CRI) | 6,5  | Cadel Evans (AUS)      | Cadel Evans (AUS)    |
| 3a etapa | 25 de març | Porto-Vecchio - Coll de l'Ospedale  | 179  | Pierrick Fédrigo (FRA) | Cadel Evans (AUS)    |

## Classificacions finals

### Classificació general
| Pos | Ciclista                   | Equip             | Temps      |
| --- | -------------------------- | ----------------- | ---------- |
| 1   | Cadel Evans (AUS)          | BMC Racing Team   | 7h 03' 43" |
| 2   | Pierrick Fédrigo (FRA)     | FDJ-BigMat        | + 08"      |
| 3   | Michael Rogers (AUS)       | Team Sky          | + 08"      |
| 4   | Lars Petter Nordhaug (NOR) | Team Sky          | + 09"      |
| 5   | Rinaldo Nocentini (ITA)    | AG2R La Mondiale  | + 09"      |
| 6   | Maxime Monfort (BEL)       | RadioShack-Nissan | + 23"      |
| 7   | Igor Antón (ESP)           | Euskaltel–Euskadi | + 38"      |
| 8   | Thomas Lövkvist (SWE)      | Team Sky          | + 42"      |
| 9   | Hubert Dupont (FRA)        | AG2R La Mondiale  | + 47"      |
| 10  | Christophe Riblon (FRA)    | AG2R La Mondiale  | + 1' 11"   |

### Classificacions secundàries
- Classificació dels punts: Cadel Evans (BMC Racing Team)
- Classificació de la muntanya: Matteo Montaguti (AG2R La Mondiale)
- Classificació dels joves: Cyril Gautier (Team Europcar)
- Classificació per equips: Team Sky

## Evolució de les classificacions
| Etapa (Vencedor)            | Classificació general | Classificació per punts | Classificació de la muntanya | Classificació dels joves | Classificació per equips |
| --------------------------- | --------------------- | ----------------------- | ---------------------------- | ------------------------ | ------------------------ |
| 1a etapa (Florian Vachon)   | Florian Vachon        | Florian Vachon          | Julien Berard                | Clément Koretzky         | Bretagne-Schuller        |
| 2a etapa (Cadel Evans)      | Cadel Evans           | Simon Geschke           | Julien Berard                | Luke Rowe                | BMC Racing Team          |
| 3a etapa (Pierrick Fédrigo) | Cadel Evans           | Cadel Evans             | Matteo Montaguti             | Cyril Gautier            | Team Sky                 |
| Classificació final         | Cadel Evans           | Cadel Evans             | Matteo Montaguti             | Cyril Gautier            | Team Sky                 |